# Superman IV – Die Welt am Abgrund
Superman IV – Die Welt am Abgrund ist ein britischer Science-Fiction-Film aus dem Jahr 1987 mit Christopher Reeve in der Hauptrolle. Er ist der vierte Teil der Superman-Filmreihe und wurde von Cannon Films produziert. Der Film startete am 24. März 1988 in den deutschen Kinos.

## Handlung
Während Clark Kent als Superman weiterhin die Welt rettet und dabei u. a. die Besatzung einer russischen Raumstation vor dem Tod rettet, schmort sein Erzfeind Lex Luthor noch immer im Gefängnis und ist zu Steinbrucharbeiten eingeteilt. Erst mit Hilfe seines Neffen Lenny kann der Gentleman-Gauner ausbrechen und sich so seinem einzig wahren Ziel widmen: Superman ein für alle Mal auszuschalten.
Clark wird indessen doppelt gefordert. Zunächst wird der „Daily Planet“ von dem windigen David Warfield aufgekauft, der aus der Traditionszeitung ein Revolverblatt machen will. Perry White wird als Chefredakteur entlassen, dafür rückt Warfields Tochter Lacy auf dessen Posten und findet sofort Gefallen an Clark, dem sie sich auch umgehend an den Hals wirft – sehr zum Missfallen von Lois Lane.
Als Superman wird er in die politischen Machtspielchen rund um die Abrüstungsfrage hineingezogen. Ausgelöst durch ein gescheitertes Gipfeltreffen und die Sorge eines kleinen Jungen, beschließt der kryptonische Held, vor der UN-Vollversammlung eine Rede zu halten. Dieser Ansprache lässt er auch sogleich Taten folgen und entfernt sämtliche nuklearen Waffen auf der Erde und schleudert diese zur Vernichtung in die Sonne. Das ist jedoch die Chance, auf die Luthor gewartet hat. Gemeinsam mit Lenny hatte er ein Haar Supermans aus einer Ausstellung gestohlen und aus diesem eine Biomasse synthetisiert, die er an einer der Atomraketen anbringen lässt. Als Superman die Rakete in die Sonne schleudert, entsteht mit Hilfe der Sonnenstrahlung aus der Biomasse eine mit übermenschlichen Fähigkeiten ausgestattete Kreatur: Nuclear Man, der seine Kraft aus der Sonne bezieht und Luthor hörig ist.
Es kommt zur Schlacht zwischen den beiden Titanen, welche auf der ganzen Welt ausgetragen wird. Nuclear Man verursacht Wirbelstürme, zerstört Teile der Chinesischen Mauer, verursacht einen Vulkanausbruch, aktiviert während einer Militärparade auf dem Roten Platz eine russische Langstreckenrakete und wirft die Freiheitsstatue Richtung Fußgängerzone. All die Angriffe kann Superman abwehren und die Zerstörungen wieder rückgängig machen. Am Ende zieht er nach einem vernichtenden Gegenschlag den Kürzeren und verliert sein Cape, welches an der Fackel der Freiheitsstatue hängen bleibt.
Lois macht sich umgehend auf, bei Clark nach dem Rechten zu sehen. Sie findet ihn schwerkrank zuhause vor. Nach Rückgabe seines Capes und der Nutzung einer kryptonischen Notfall-Energiequelle kann sich Superman reaktivieren. Der Nuclear Man hat sich inzwischen aufgemacht, Lacy für sich zu gewinnen. Superman kann ihn jedoch stellen und in einer Fahrstuhlkabine auf die dunkle Seite des Mondes bringen, wo der Nuclear Man ohne Macht und Kraft ist. Als dieser dann jedoch durch einen Sonnenstrahl durch einen Spalt in der Kabine wieder erstarkt, prügelt er Superman in die Mondoberfläche und holt Lacy zu sich in den Weltraum. Der Kryptonier mobilisiert noch einmal alle Kräfte und kann Nuclear Man in den (lichtleeren) Kernreaktor eines Kernkraftwerkes einsperren, wo er für alle Zeiten sicher ist und zudem zur Stromerzeugung beiträgt.
Am Ende kauft Perry White den „Daily Planet“ zurück, der wieder das Nachrichtenblatt Nummer eins in Metropolis ist. Superman hält eine weitere Rede, in welcher er erklärt, dass er zwar den Menschen helfen werde, es jedoch nicht seine Aufgabe sei, den Weltfrieden zu erhalten – das müssten die Menschen selbst erledigen. Auf dem Heimweg kann er Lex Luthor und Lenny stellen; Lex liefert er sogleich im Gefängnis ab, Lenny kommt in eine christliche Ausbildungseinrichtung.

## Kritik
Der Film erhielt wie bereits der Vorgänger größtenteils negative Kritiken. Auf Rotten Tomatoes fielen lediglich 12 % der insgesamt 43 Kritiken positiv aus. Auf Metacritic erreichte der Film einen Metascore von 22 basierend auf 10 Kritiken.

„Die vierte Folge der nach der bekannten Comic-strip-Serie entstandenen Filmreihe wendet sich zwar mit einer gutgemeinten Botschaft ans - vorwiegend junge - Publikum, folgt aber letztlich nur groben Klischees. Kaum mehr als eine lieblos inszenierte Aneinanderreihung von Versatzstücken.“

## Auszeichnungen
- Mariel Hemingway war 1988 als schlechteste Schauspielerin für die Goldene Himbeere nominiert.
- Die Spezialeffekte des Films erhielten ebenfalls eine Nominierung für die Goldene Himbeere.

## Hintergründe
- Der Film gilt unter Fans als der schlechteste der ganzen Reihe. Dies liegt zum einen daran, dass Warner Brothers nach dem kommerziellen Flop von Superman III – Der stählerne Blitz die Rechte an die Cannon-Group verkaufte. Andererseits wurden den Hauptdarstellern etliche Zugeständnisse gemacht, um nicht vom Projekt abzuspringen. Christopher Reeve bekam daher Mitsprache- und Schreibrecht am Script, Gene Hackman erhielt ein Freilos für die Hauptrolle in einem anderen Film seiner Wahl. Ferner wurde Reeve mit Glitzernder Asphalt ein Wunschfilm finanziert.[5]
- Das ursprüngliche Budget des Films sollte 30 Millionen US-Dollar betragen, was ihn zur teuersten Produktion von Cannon Films gemacht hätte. Zu Beginn der tatsächlichen Dreharbeiten war vor dem Hintergrund massiver finanzieller Probleme der Firma nur noch rund die Hälfte der Gelder vorgesehen.[6] Superman IV wurde wiederum teilweise in England gedreht. Die Szenen im UNO-Gebäude entstanden in und um die Stadt Milton Keynes, da die Produzenten sich weigerten, teure Dreharbeiten in New York City zu bezahlen.[7] Auch wurden Effekte auffällig mehrfach verwendet.[8]
- Superman IV war im Original eigentlich 134 Minuten lang. Der Film wurde schließlich auf 90 Minuten heruntergekürzt, da man die so gewonnenen Szenen für den damals geplanten fünften Teil Superman V – The New Superman verwenden wollte.[9]
- Superman IV wurde, obwohl er auf dem Höhepunkt der Abrüstungsdebatte entstand, wie sein Vorgänger ein kommerzieller Flop, weshalb der geplante fünfte Superman-Film nie gedreht wurde. Gleichzeitig kippte die Cannon-Gruppe das Projekt um einen ebenfalls geplanten Spider-Man-Film. An den US-amerikanischen Kinokassen spielte der Film weniger als 15 Millionen Dollar ein.[10]
- Für die Regie versuchte man, die bisherigen Superman-Regisseure Richard Donner und Richard Lester zu gewinnen. Beide lehnten jedoch ab, ebenso Wes Craven.[11]
- Bei den entfernten Szenen war eine dabei, welche enthüllte, dass es eigentlich zwei Nuclear Men gab. Für die US-Fassung wurde zusätzlich die Szene mit der außer Kontrolle geratenen Langstreckenwaffe bei der Militärparade entfernt, wo Superman mehrere russische Generäle und Staatssekretäre rettet.[12]
- Während seiner Schlussrede benutzt Superman Phrasen des ehemaligen US-Präsidenten Dwight D. Eisenhower.[13]

## Comic
Der Film erschien 1988 bei DC Comics auch als Comicversion, welche im selben Jahr beim Ehapa-Verlag in dessen damaliger Supermanserie Der neue Superman in der Nummer 3/88 auf Deutsch veröffentlicht wurde.